# Li Jinjun
Li Jinjun   (Jiangyin, 1956) és un diplomàtic xinès que ha estat ambaixador de la Xina a Myanmar, Filipines i Corea del Nord.

## Biografia
Li va néixer i créixer a Jiangyin, Jiangsu. Va ingressar a la Universitat d'Estudis Internacionals de Xangai el setembre de 1972, especialitzant-se en llengua alemanya, on es va graduar el març de 1974. Després va ser acceptat a la Universitat de Heidelberg i es va graduar l'abril de 1976. Després de graduar-se, va tornar a la Xina i aquell any va ser assignat al Departament d'Enllaç Internacional del Partit Comunista Xinès.
Va ser vicesecretari del Partit Comunista del comtat de Huantai des de setembre de 1993 fins a octubre de 1994.
El gener de 2001 va ser promogut per convertir-sé en Ambaixador de la Xina a Myanmar, càrrec que va ocupar fins a desembre de 2005, quan va ser traslladat a les Filipines i nomenat Ambaixador de la Xina.
Es va convertir en Cap Adjunt del Departament d'Enllaç Internacional del CCP el març de 2007, va romandre en aquest càrrec fins a març de 2015, quan va ser nomenat Ambaixador de la Xina a Corea del Nord. Va ser l'ambaixador xinès de més durada a Corea del Nord; el seu càrrec a Pyongyang va acabar el 2021, amb la seva sortida de Corea del Nord retardada per la pandèmia CO05-19. Va ser substituït per Wang Yajun.